# Бреус, Фёдор Филиппович
Фёдор Филиппович Бреус — советский журналист, четырёхкратный кавалер ордена Отечественной войны.

## Биография
Родился в 1921 году в селе Зарослое. Член КПСС.
Окончил Казахский коммунистический институт журналистики.
Участник Великой Отечественной войны: командир взвода, помощник начальника штаба, начальник штаба 933-го артиллерийского полка 377-й стрелковой дивизии, старший помощник начальника оперативного отдела штаба артиллерии 1-й Ударной армии.
В 1946—1954 гг. — сотрудник Казахского телеграфного агентства.
В 1954—1960 гг. — корреспондент газеты «Труд» по Казахской ССР.
В 1960—1965 гг. — заведующий казахстанским корреспондентским пунктом газеты «Правда».
В 1965—1966 гг. — заместитель ответственного секретаря газеты «Правда».
В 1966—1971 гг. — заместитель главного редактора Главной редакции союзного вещания, в 1971—1986 гг. — главный редактор Главной редакции оперативной информации, политический обозреватель Агентства печати Новости.
Заслуженный работник культуры РСФСР (06.09.1985).
Умер в 2002 году в Москве.

## Награды
- Орден Октябрьской Революции (1981)
- Орден Отечественной войны I степени (22.10.1944, 03.05.1945, 06.11.1985)
- Орден Отечественной войны II степени (06.10.1944
- Орден Трудового Красного Знамени (04.05.1962, 09.09.1971)
- Орден Красной Звезды (04.03.1944)
- Орден Знак Почёта (06.12.1957)